# Jan Schlaudraff
Jan Schlaudraff (ur. 18 lipca 1983 w Waldbröl) – niemiecki piłkarz występujący na pozycji pomocnika lub napastnika.
Naukę gry w piłkę Schlaudraff rozpoczynał w wieku 9 lat w JSG Wissen. Po pięciu latach gry w tym klubie, przeniósł się do innej młodzieżowej drużyny – Hassii Bingen. W klubie z Nadrenii-Palatynat występował przez kolejne 7 lat. Wtedy też został zauważony przez działaczy Borussii Mönchengladbach i w 2002 roku przeszedł do klubu z Bundesligi. Schlaudraff jednak nie był wyróżniającą się postacią, rozgrywając przez dwa lata gry w zespole jedynie 10 spotkań. Skutkiem słabej gry było wystawienie gracza na listę transferową i, w konsekwencji tego, sprzedażą go do, wówczas II-ligowej Alemannii Aachen. Od razu po przejściu do zaczął występować w pierwszym składzie. Wystąpił w 15 meczach rundy wiosennej sezonu 2004/05, nie zdobył jednak żadnego gola. W następnym sezonie zdobył w 29 spotkaniach 11 bramek, przyczyniając się do awansu klubu do Bundesligi.
W reprezentacji Niemiec Schlaudraff rozegrał 35 minut w towarzyskim spotkaniu z Gruzją.
Piłkarz przyczynił się w dużym stopniu do wyeliminowania z rozgrywek Pucharu Niemiec Bayernu Monachium, strzelając w wygranym przez Alemannię 4:2 spotkaniu decydującą, czwartą bramkę. Po tym spotkaniu, Schlaudraff otrzymał propozycję gry w Bayernie, na którą przystał i początku sezonu 2007/2008 występował w zespole z Monachium i został z nim mistrzem Niemiec.
W lipcu 2008 roku Schlaudraff odszedł z Bayernu i za 2 miliony euro przeszedł do Hannoveru 96.